# Йоанюв
Йоанюв (пол. Joaniów) — село в Польщі, у гміні Парадиж Опочинського повіту Лодзинського воєводства.
Населення — 67 осіб (2011).
У 1975-1998 роках село належало до Пйотрковського воєводства.

## Демографія
Демографічна структура станом на 31 березня 2011 року:
|          | Загалом | Допрацездатний вік | Працездатний вік | Постпрацездатний вік |
| -------- | ------- | ------------------ | ---------------- | -------------------- |
| Чоловіки | 36      | 10                 | 23               | 3                    |
| Жінки    | 31      | 6                  | 14               | 11                   |
| Разом    | 67      | 16                 | 37               | 14                   |